# Mario Invernizzi
Mario Invernizzi (Alagna, 18 settembre 1937) è un ex calciatore italiano, di ruolo centrocampista.

## Carriera
Cresciuto nel Gravellona e nel Vigevano, debutta in Serie B con la squadra lomellina nel campionato 1958-1959, concluso con la retrocessione. Invernizzi totalizza 29 presenze, e l'anno successivo passa al Torino, appena retrocesso tra i cadetti. Con i granata disputa un'unica partita, lo 0-0 interno con il Marzotto Valdagno del 20 dicembre 1959, anche a causa del servizio militare. A fine stagione, dopo aver ottenuto la promozione in Serie A, fa ritorno al Vigevano nel frattempo retrocesso in Serie D.
Prosegue la carriera in Serie C militando per otto stagioni complessive in terza serie con le maglie di Ivrea (dove subisce un grave infortunio alla spalla nel gennaio 1965 e Biellese. Chiude l'attività agonistica con un'annata nell'Omegna, in Serie D.
Ha totalizzato 30 partite in Serie B con 3 reti.

## Palmarès
- Campionato italiano di Serie B: 1

Torino: Serie B 1959-1960
- Campionato italiano Serie C: 1

Vigevano: 1957-1958